# 呆白菜
呆白菜（学名：Triaenophora rupestris）又名崖白菜，为玄参科崖白菜属下的一个植物种。

## 延伸阅读
[在维基数据编辑]
 《植物名實圖考·呆白菜》，出自吳其濬《植物名實圖考》